# Nadia Dorofeïeva
Pour les articles homonymes, voir Dorofeïev.
Nadia Dorofeïeva (en ukrainien : Надія Володимирівна Дорофєєва), née le 21 avril 1990 à Simferopol en Crimée, est une chanteuse et designer ukrainienne.

## Biographie
Nadia (Nadejda) Dorofeïeva est née le 21 avril 1990 dans la ville de Simferopol dans une famille d'artistes. Jeune, elle gagne plusieurs concours de danse notamment en Ukraine, en Bulgarie et en Hongrie. En 2005, elle devient finaliste dans l'émission télévisée Chance puis prend part au groupe MChS en tant que chanteuse. A cette occasion, Dorofeïeva emménage à Moscou. Après avoir quitté le groupe en 2007, elle étudie à l'université d'Art et Culture, toujours à Moscou.
Depuis 2010, elle vit à Kiev en Ukraine et fait partie du duo Vremia i Steklo, après avoir passé une audition organisée par Irina Gorovoï, Potap et Alexey Zavgorodniy, second membre et chanteur actuel du groupe.
En février 2016, Nadia Dorofeïeva a lancé sa ligne de vêtements Its My DoDo puis en 2017 SoDoDo, avec Lera Borodina.
Durant l'automne 2017, elle participe à la version ukrainienne du show télévisé Danse avec les stars sur la chaîne 1+1, puis enchaîne avec The Voice Kids 4 sur la même chaîne.
Elle a également un parcours cinématographique : caméo dans la série ukrainienne Candidat, elle fait également une voix pour les films d'animation russo-ukraino-arménien Les Brigands de Brême et ukrainien La princesse kidnappée : Rouslan et Lioudmila. Elle partage aussi l'affiche avec le comédien Volodymyr Zelensky dans la comédie Moi, toi, lui, elle.
En 2020, le duo Vremia et Steklo se sépare, Nadia Dorofeïeva en profite pour lancer sa carrière musicale solo.

## Discographie

### Single (Vremia i Steklo)
- 2010 — Так выпала Карта
- 2011 — Любви Точка Нет
- 2011 — Серебряное море
- 2011 — Кафель
- 2012 — Гармошка
- 2012 — Слеза
- 2013 — #кАроче
- 2013 — Потанцуй со мной
- 2014 — Забери
- 2015 — Имя 505
- 2015 — Песня 404
- 2015 — Опасно 220
- 2015 — Ритм 122
- 2016 — Навернопотомучто
- 2017 — Na Stile

### Solo
- 2020 — Gorit
- 2021 — a tebe...
- 2021 — Vetcherinka
- 2021 — Bam Bam
- 2021 — Zavisimost
- 2021 — pochemou
- 2022 — raznotsvetnaïa
- 2022 — Крапають
- 2022 — Щоб не було avec Misha Kasturin
- 2023 — Вотсап
- 2023 — кохаю, але не зовсім
- 2023 — Ритми avec Max Barskih
- 2023 — На самоті
- 2023 — Хай пишуть